# Haven van Wijk bij Duurstede

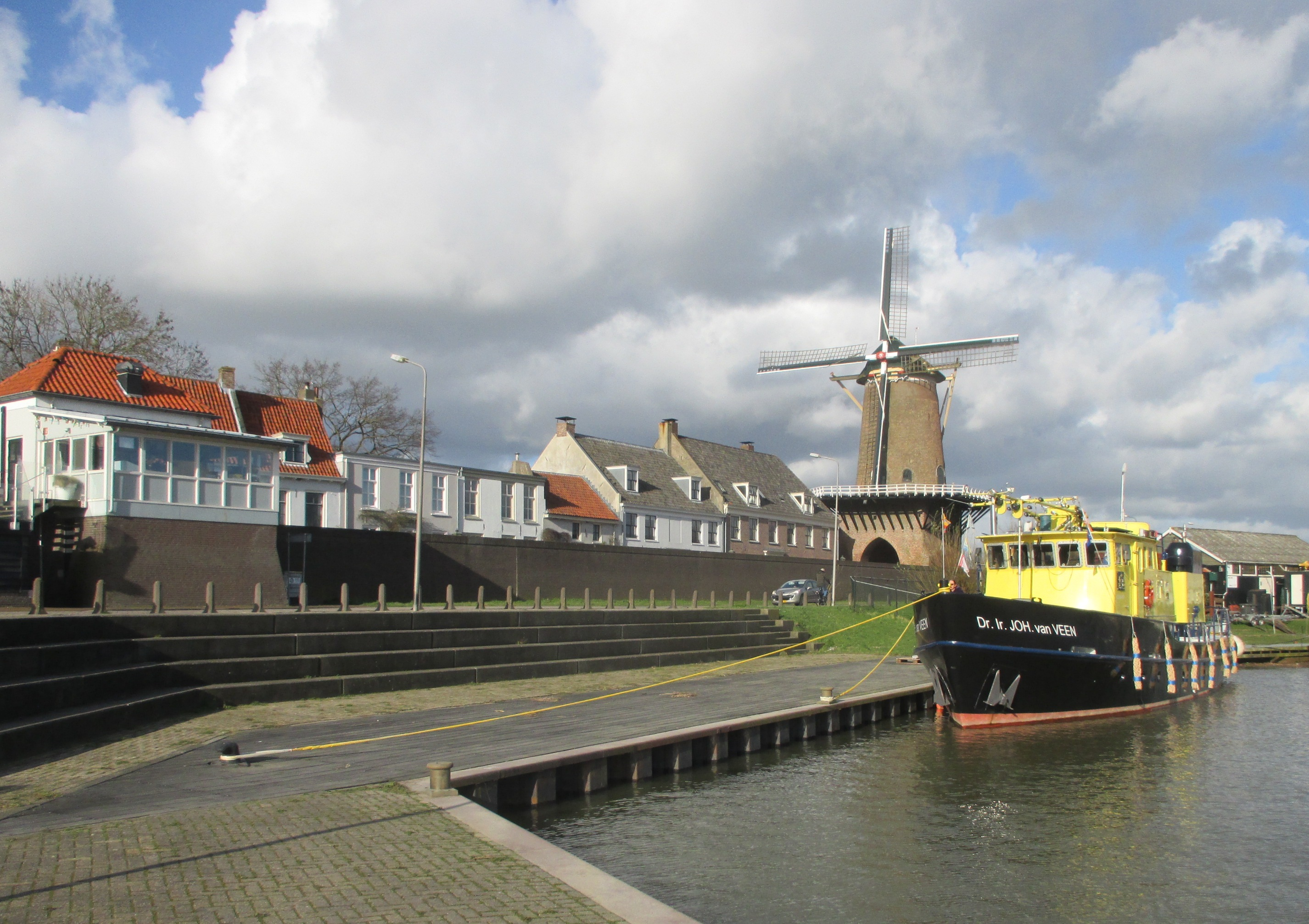
Haven van Wijk bij Duurstede.

De haven van Wijk bij Duurstede is een aanlegplaats voor schepen, gelegen aan de Nederrijn. De haven ligt tegen de historische binnenstad aan. Behalve pleziervaartuigen meren er ook geregeld historische schepen en passagiersschepen aan.